# Dipartimento di polizia di Porto Rico
Il Dipartimento di polizia di Porto Rico (in spagnolo Negociado de Policía de Puerto Rico), ufficialmente Ufficio di polizia di Porto Rico (in spagnolo Oficina de la Policía de Puerto Rico, in inglese Puerto Rico Police Bureau), è l'organo di polizia del ramo esecutivo del governo portoricano la cui giurisdizione copre l'intero territorio del Commonweatlh, sebbene alcuni comuni abbiano anche un proprio organo di polizia autonomo.
Il Dipartimento fu creato nel 1837 e il quartier generale si trova in Hato Rey, San Juan. Al 25 gennaio 2007 contava 18.262 ufficiali, di cui l'80% uomini e il 20% donne:
- 90 cadetti
- 16.209 agenti
- 1.253 sergenti
- 332 sottotenenti
- 146 tenenti
- 147 capitani
- 41 ispettori
- 21 Comandanti
- 16 tenenti colonnello
- 7 colonnelli